# Margherita Chabran
Margherita Chabran talvolta indicato come Chabrand o Chambrend, e in seguito come Chabrand-Albani (1780 ?) è stata un soprano italiano.

## Biografia
Fu allieva di Felice Pellegrini e trascorse la sua carriera in gran parte a Napoli tra il 1802 e il 1820. Fu soprano principale al Teatro dei Fiorentini fino al 1816. Qui, nel 1812, interpretò anche Fiordispina nel dramma giocoso Amori all'armi, composto da Giuseppe Mosca. Successivamente divenne soprano principale al Teatro di San Carlo, dove rimase fino al 1818. Il 24 aprile 1816, cantò Teti nella prima mondiale della cantata Teti e Peleo di Gioachino Rossini e il 26 settembre dello stesso anno fu la prima Lisetta nella sua La gazzetta.